# Bob-Weltmeisterschaft 1967
Die 25. Bob-Weltmeisterschaft fand 1967 in Alpe d’Huez in Frankreich statt. Dort wurde die Weltmeisterschaft nach 1951 zum zweiten Mal ausgetragen. Wie im Vorjahr kam die Titelentscheidung im Viererbob nicht zur Austragung. Wegen zu hoher Temperaturen wurde der Wettkampf bereits vor dem geplanten Beginn abgesagt.

## Ergebnisse (Zweierbob)
| Platz | Land | Sportler                                  | Zeit (min)  |
| ----- | ---- | ----------------------------------------- | ----------- |
| 1     | AUT  | Erwin Thaler / Reinhold Durnthaler        | 1:55,54 min |
| 2     | ITA  | Nevio De Zordo / Edoardo De Martin Pinter | 1:56,55 min |
| 3     | USA  | Howard Clifton / James Crall              | 1:57,14 min |

## Medaillenspiegel
| Platz | Land               | Gold | Silber | Bronze | Gesamt |
| ----- | ------------------ | ---- | ------ | ------ | ------ |
| 1     | Österreich         | 1    | 0      | 0      | 1      |
| 2     | Italien            | 0    | 1      | 0      | 1      |
| 3     | Vereinigte Staaten | 0    | 0      | 1      | 1      |